# Красная площадь (Таганрог)
Кра́сная пло́щадь — площадь в г. Таганрог Ростовской области. Расположена на ул. Чехова между Красным переулком и Гоголевским переулком.

## История
Городскую площадь, «на коей продажа хлеба и протчего в рознь» предполагалась, было решено устроить в 1808 году на месте, где ранее существовало поросшее камышом болото. Радиальная часть 105 квартала на этой площади входила в единый архитектурный ансамбль Торговых рядов, построенных в 1810- х годах по проекту архитектора М. И. Кампиони (Кампиниони). На плане города 1865 года этот участок рядов называли Гостиным двором.
Площадь имела форму удлиненного овала длиной 680 и шириной 200 метров.
В центре площади находился колодец с хорошей питьевой водой.
В 1860-е годы предпринимались попытки устроить здесь сквер, но проект архитектора Трусова не был реализован из-за отсутствия у города средств. Только в 1935 году, при подготовке празднования 75-летнего юбилея А. П. Чехова, появился сквер размером около 1,5 га. Для устройства сквера снесли деревянное здание цирка им. Дурова (быв. цирк Труцци), которое стояло у Красного переулка. Сквер получил название Чеховский. После войны он был благоустроен, а с 1960 года его украшает памятник А. П. Чехову работы скульптора И. М. Рукавишникова.
В 1900 году на Александровской площади по проекту архитектора Б. А. Рожнова было выстроено трёхэтажное здание Высшего начального 4-классного женского училища. Слабый грунт местности, в которой было выстроено здание, не выдержал длительной нагрузки от столь массивного сооружения. Через шесть десятилетий после его постройки оно стало проседать, появились трещины, что сделало здание опасным для эксплуатации.
В 1923 году Александровская площадь была переименована в Красную площадь.

## Памятники
- Памятник А. П. Чехову (1960) [4]. Скульпт. И. М. Рукавишников, арх. Г. А. Захаров, 1960 г.
- Памятный знак «Таганрожцам — узникам фашистских лагерей» (1999). Автор В. Елитенко, арх. В. Гейер[5]